# Ananasrenette
Die Ananasrenette (auch Goldapfel oder Reinette Ananas) ist eine Sorte des Kulturapfels (Malus domestica). Sie zählt zu den Renetten. Sie stammt aus den Benelux-Ländern und wird seit 1820 im Rheinland angebaut.
Die Ananasrenette ist eine klassische Sorte des Hausgartens, da sie sowohl ein guter Wirtschaftsapfel (zum Entsaften, Einmachen, Kochen, Backen etc.) als auch ein gutes Tafelobst für den Direktverzehr ist. Die Früchte der Ananasrenette mit ihrem besonderen, sortentypischen Aroma (saftig und aromatisch) bleiben eher klein. Sie reifen Mitte bis Ende Oktober und bleiben bei entsprechender Lagerung bis Februar genussreif. Die Früchte entwickeln in warmer Umgebung einen intensiven Ananasduft.
Der Baum ist anfällig für Mehltau und Obstbaumkrebs und reagiert auf trockene Witterungsverhältnisse mit der Ausbildung sehr kleiner, wenig aromatischer Früchte. Der Baum zeigt einen schwachen Wuchs und benötigt eine höhere Bodenqualität.

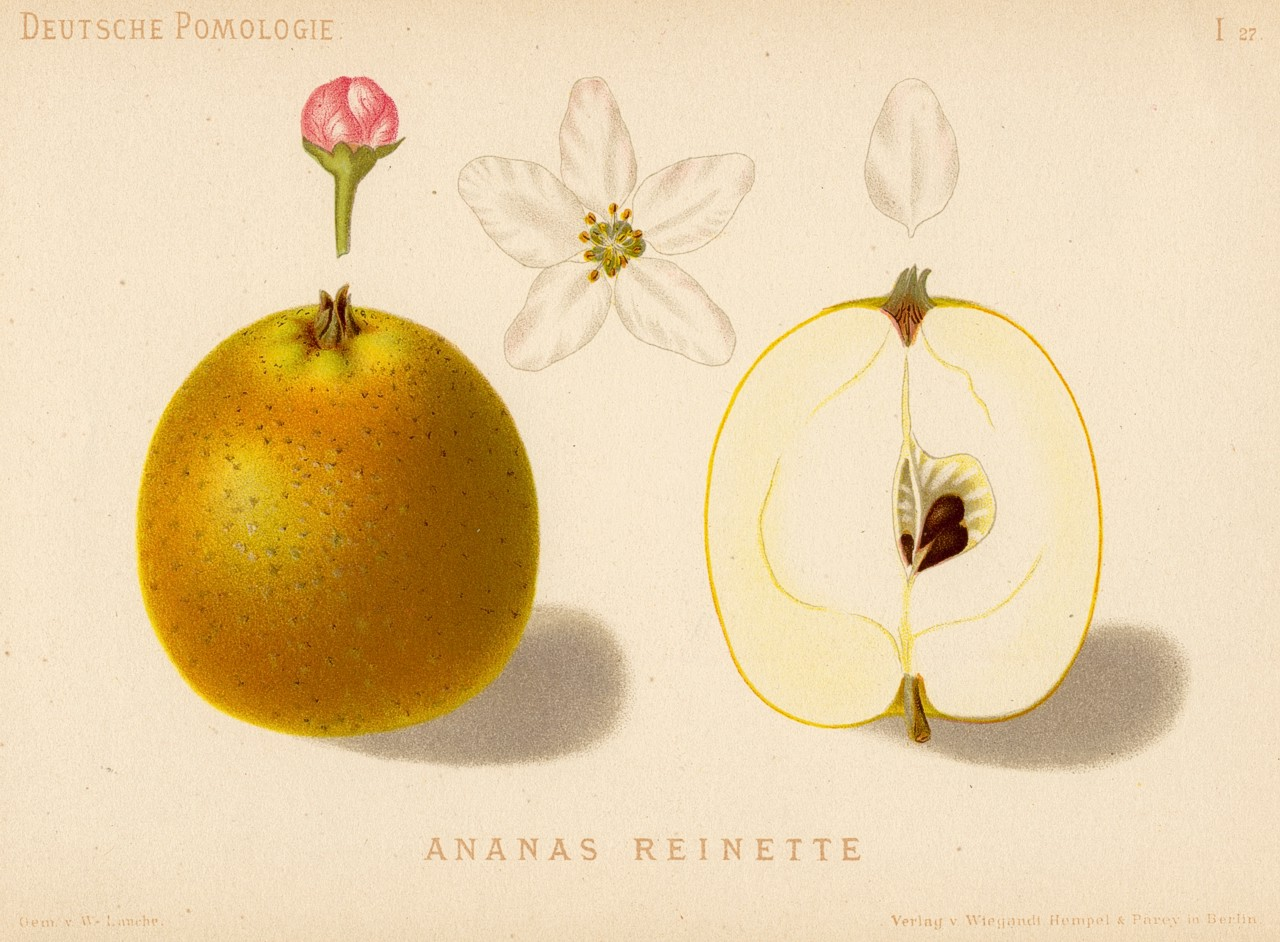
Ananas-Renette aus „Deutsche Pomologie“ von Wilhelm Lauche

Die Sorte zählt zu den „Obstsorten, die nach § 6 Abs. 4 der Verordnung über das Inverkehrbringen von Anbaumaterial von Gemüse-, Obst- und Zierpflanzenarten sowie zur Aufhebung der Verordnung zur Bekämpfung von Viruskrankheiten im Obstbau (Anbaumaterialverordnung – AGOZ) anerkannt werden können, ohne geschützt oder zugelassen zu sein“.

## Züchtung
Die Sorte Ananasrenette wurde mehrfach in der Züchtung eingesetzt. Wie molekulargenetische Untersuchungen zeigen, stammen mehrere wertvolle und bekannte Sorten von ihr ab.
- Geheimrat Dr. Oldenburg (Ananasrenette x Alexander)
- Berlepsch (Ananasrenette x Danziger Kantapfel)
- Zuccalmaglios Renette (Ananasrenette x (angeblich) Purpurroter Agatapfel)